# Carl Gustaf von Liewen
Carl Gustaf von Liewen, född 4 maj 1722, död 16 juni 1770, var en svensk friherre och ämbetsman.

## Biografi
von Liewen inskrevs 1735 vid universitetet i Lund; 1740 fortsatte han sina studier i Uppsala. Samma år blev han även volontär vid fortifikationen. År 1741 utnämndes han till löjtnant vid Hamiltonska regementet. I december 1743 tog han avsked för att i stället söka sig fram vid hovet. År 1744 var han kavaljer vid riksrådet Carl Gustaf Tessins ambassad till preussiska hovet, och 1745 utnämndes han till kammarherre. År 1751 utsågs han till ständigt uppvaktande kammarherre hos drottning Lovisa Ulrika. Samma år var von Liewen även den, som sändes till lantgrevliga Hessen-Kasselska hovet att meddela om Fredrik I:s död. Han utnämndes även till riddare av den ryska Sankt Annas orden, i samband med att han 1754 blev sänd till ryska hovet till storfursten Pavel Petrovitjs födelse.
År 1756 blev von Liewen kavaljer hos prins Karl, redan 1752 hade han dock blivit anförtrodd att ta honom i sin vård. Han blev 1759 utnämnd till hovmarskalk, från 1762 tjänstfri hovmarskalk. 22 november 1768 utnämndes han till landshövding i Stockholms län.
Han var ägare till Viks slott, där han bodde då han inte befann sig vid hovet.
Carl Gustaf von Liewen var postum son till kammarherren hos hertig Karl Fredrik av Holstein-Gottorp Carl Gustaf von Liewen och hans hustru  överhovmästarinnan Ulrika Juliana Brahe. von Liewen var enda barnet och föddes drygt två månader efter faderns död och ett år efter föräldrarnas giftermål. Modern gifte redan 23 mars 1723 om sig med riksrådet och generallöjtnanten Nils Göransson Gyllenstierna af Björksund och Helgö.
Carl Gustaf von Liewen var sedan 1746 gift med friherrinnan Ulrika Elenonora Ribbing af Zernava. De blev föräldrar till Ulrica Elisabeth von Liewen och generallöjtnanten Carl Gustaf von Liewen den yngre, som var ogift och barnlös.

### Galleri

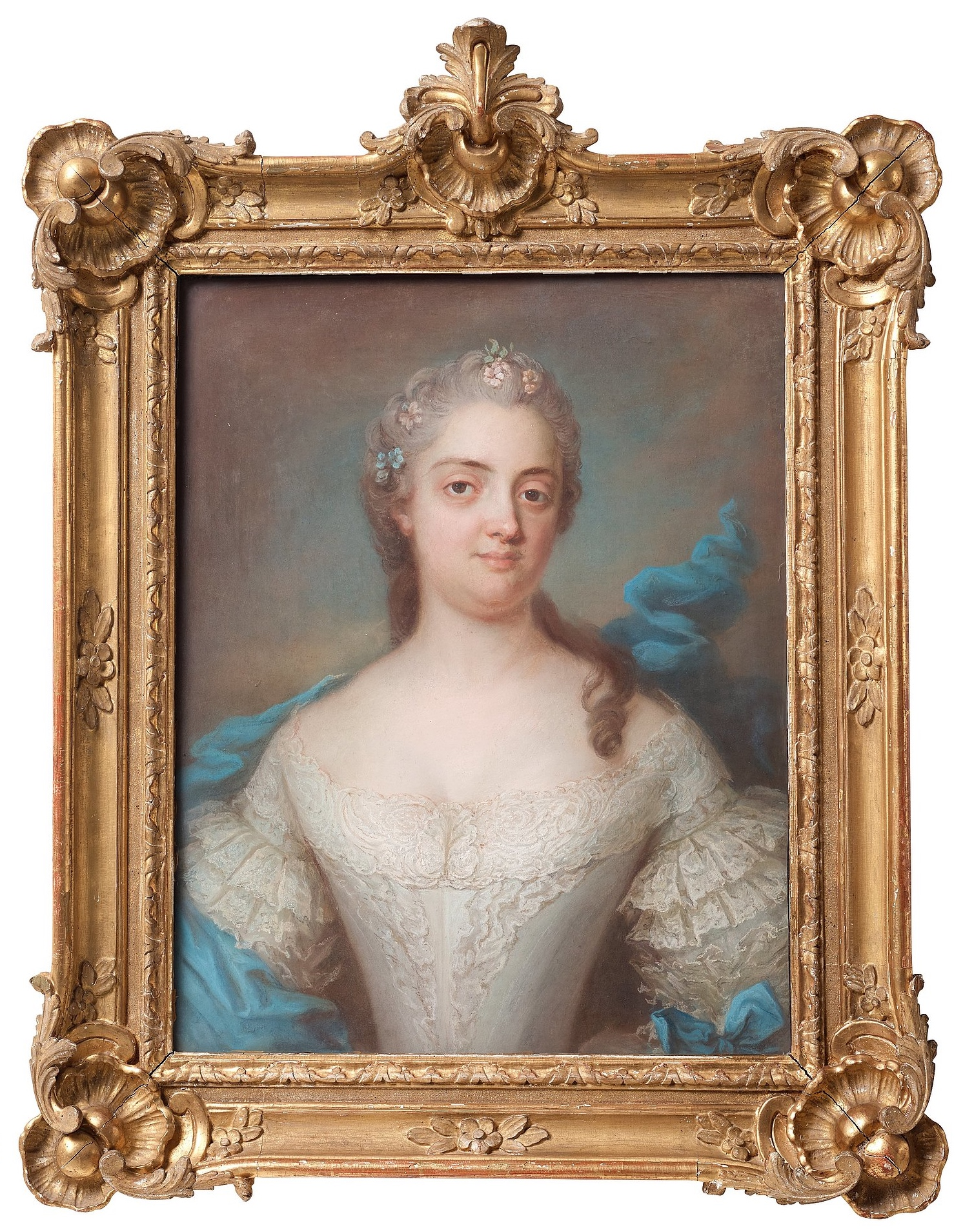
Ulrica Eleonora Ribbing, Carl Gustafs hustru.